# Cipó (ort)
Cipó är en ort i Brasilien.   Den ligger i kommunen Cipó och delstaten Bahia, i den östra delen av landet, 1 100 km nordost om huvudstaden Brasília. Cipó ligger 132 meter över havet och antalet invånare är 10 821.
Terrängen runt Cipó är huvudsakligen platt. Cipó ligger nere i en dal. Närmaste större samhälle är Nova Soure, 15,2 km söder om Cipó.
Omgivningarna runt Cipó är huvudsakligen savann. Runt Cipó är det ganska glesbefolkat, med 43 invånare per kvadratkilometer.